# Rock'n'Roll (Just D-album)
Rock'n'Roll är den svenska rapgruppen JustD:s tredje album, det kom ut senvåren 1992 .
Albumet är ett dubbelalbum med 30 låtar på dubbel vinyl/CD/kassett. Arbetsnamnet hade varit Sex, Drugs & Rock'n'Roll, men det ansågs för långt, och när man upptäckte att inget svenskt album hette Rock'n'Roll var valet självklart. 
Det enfärgade grå omslaget, stavningen JustD och frångåendet av versalerna visade på att bandet ändrat sig.
Influenserna var nu framför allt Beastie Boys och mest av allt det komplexa albumet Paul's Boutique från 1989, även om det visade sig mer i musiken än texternas uppbyggnad. Musiken var en blandning av 70-talsrock, funk, cool jazz, electronica, blues och lät "skitigare" än tidigare. Texterna spänner också över ett större fält. Ett exempel är ung & hellig där texten handlar om ångesten för att bli vuxen, musiken är i stort sett Public Enemys By the time I get to Arizona. I astridlindgrenland skämtar man om sitt rykte som festprissar, i piller om hypokondri, i Vykort samplar de miljöljud från Stockholm. Likaså hade man den episka funkrock-protesten gränser.
Runt bandet fanns en löst sammansatt grupp musiker, Hennes majestäts elastiska supersoffgrupp och producent var Jacob Hellner från Bomkrash. Skivan anses av vissa som ett av de största ögonblicken i svensk hiphophistoria. Med albumtiteln, som ursprungligen var tänkt att bli Sex, droger och rock'n'roll, leker gruppen åter igen med de genreglidningar som är karaktäristisk för deras banbrytande hiphop.

## Mottagande
Dagens Nyheter skrev i sin recension att "Någon Rock'n'Roll är det dock inte fråga om [...] Utgångspunkten är funk, en reslig, smidig och absolut ostressad funk [...]" och "Deras vapen är inte attack, utan ironi".

## Låtlista
1. "Bara början"
2. "Ni kan dansa om ni vill"
3. "Grannar"
4. "Raggtid"
5. "Dingelidong"
6. "Gummitugg"
7. "Ord som börjar på o"
8. "Lagomsömndrucken"
9. "Tbaxtstan"
10. "Knaster"
11. "Gamla stan"
12. "Astridlindgrenland"
13. "HF"
14. "Rökringar"
15. "Gränser"
16. "Arne Anka"
17. "Låt D goda rulla"
18. "Ung & hellig"
19. "Mammas tema"
20. "Billiga brudar"
21. "När farfar var ung"
22. "Vykort"
23. "Blues"
24. "Douglas punkt"
25. "Nikolas nyckel"
26. "071 - 22 33 44"
27. "D går bort"
28. "Piller"
29. "Du E va du gör"
30. "Godnatt"

## Samplingar

### Grannar
- Riff: The Rolling Stones[3]

### Ni Kan Dansa Om Ni Vill
- Riff: Janne Schaffer[4]

### Bara Början
- Multipla delar: ABBA[5]

## Listplaceringar
| Lista (1992) | Topplacering |
| ------------ | ------------ |
| Sverige      | 12           |

### Fotnoter
1. ↑  Information i Svensk mediedatabas.
2. ↑  Hansson, Nils (6 maj 1992). ”Just D:s vapen är ironi”. arkivet.dn.se. https://arkivet.dn.se/tidning/1992-05-06/122/21?q=just%20d%20rock%27n%27roll. Läst 23 maj 2024.
3. ↑  ”Just D's 'Grannar' sample of the Rolling Stones 'Slave' | WhoSampled”. whosampled.com. https://www.whosampled.com/sample/1056136/Just-D-Grannar-The-Rolling-Stones-Slave/. Läst 23 maj 2024.
4. ↑  ”Just D's 'Ni Kan Dansa Om Ni Vill' sample of Janne Schaffer's 'It's Never Too Late' | whosampled.com”. whosampled.com. https://www.whosampled.com/sample/1072270/Just-D-Ni-Kan-Dansa-Om-Ni-Vill-Janne-Schaffer-It%27s-Never-Too-Late/. Läst 23 maj 2024.
5. ↑  ”Just D's 'Bara Början' sample of ABBA's 'Dancing Queen' | WhoSampled”. whosampled.com. https://www.whosampled.com/sample/1106121/Just-D-Bara-B%C3%B6rjan-ABBA-Dancing-Queen/. Läst 23 maj 2024.
6. ↑  Placeringar på den svenska albumlistan